# Alice Isaazová
Alice Isaazová (* 26. července 1991 Bordeaux) je francouzská herečka. Pochází z lékařské rodiny, její sestra Laure je novinářka. Je absolventkou herecké školy Cours Florent a v roce 2011 dostala první roli v televizním seriálu Joséphine, ange gardien. Jejím prvním celovečerním filmem byla v roce 2013 francouzsko-portugalská komedie Zlatá klícka. V roce 2014 získala v festivalu v Cabourgu cenu Zlatá labuť za roli Hortense ve filmu Les Yeux jaunes des crocodiles a za roli Kelly ve filmu La Crème de la crème byla nominována na Lumières de la presse internationale. V letech 2015 a 2018 byla mezi herečkami vybranými na seznam Révélations des César. Na filmu Elle spolupracovala s Paulem Verhoevenem. Jako divadelní herečka se představila v pařížském Théâtre de l'Atelier ve hře Vliv gama paprsků na měsíček zahradní. Její babička z otcovi strany byla z rodiny slovenských emigrantu z Trnavy.

## Filmografie
- 2012 Nůž na krku
- 2012 Válka v hotelu Royal Palace
- 2013 Zlatá klícka
- 2014 Les Yeux jaunes des crocodiles
- 2014 Après les cours
- 2014 La Crème de la crème
- 2015 Qui de nous deux
- 2015 Rosalie Blum
- 2015 Un moment d'égarement
- 2015 V květnu si dělej, co chceš
- 2016 Elle
- 2017 La Surface de réparation
- 2017 Ohrožené druhy
- 2018 Madam J
- 2019 L'État sauvage
- 2019 Záhada jménem Henri Pick